# 이탈리아 국립 고양이 협회
이탈리아 국립 고양이 협회(Associazione Nazionale Felina Italiana, ANFI)는 이탈리아의 고양이 품종 협회이다. 1934년에 설립되었으며, 2005년 6월 9일 이탈리아 내각에서 승인되었다. 매년 전국적으로 고양이 쇼를 조직한다. ANFI는 FIFe의 창립 회원 중 하나이다.